# Fourdrain
Fourdrain – miejscowość i gmina we Francji, w regionie Hauts-de-France, w departamencie Aisne.
Według danych na styczeń 2014 roku gminę zamieszkiwało 419 osób, a gęstość zaludnienia wynosiła 44,1 osób/km².